# مكدوم الرماد (فرع العدين)

تعديل مصدري - تعديل

مكدوم الرماد محلة تابعة لقرية الرمادي، التابعة لعزلة الاخماس بمديرية فرع العدين إحدى مديريات محافظة إب في الجمهورية اليمنية، بلغ تعداد سكانها 87 حسب تعداد اليمن لعام 2004.